# Cargo Dragon
La Cargo Dragon è una capsula orbitale da trasporto sviluppata dalla Space Exploration Technologies Corporation (SpaceX). Riutilizzabile e in grado di raggiungere un'orbita terrestre bassa e quindi rientrare, essa è la prima navicella cargo automatica a essere portata in orbita e poi di nuovo a terra da una compagnia privata. Il 7 dicembre 2020 raggiunge la Stazione spaziale internazionale (ISS) per la prima volta, effettuando il docking in modo completamente automatico. La capsula Dragon, da cui la Cargo Dragon deriva, invece veniva agganciata dal braccio robotico Canadarm 2 della Stazione e ancorata ai moduli americani della ISS, una procedura chiamata berthing.
Fra tutti i veicoli cargo che attualmente riforniscono la ISS, la Cargo Dragon è l'unico a essere in grado di sopravvivere al rientro atmosferico e di portare a terra del carico utile dallo spazio, esattamente come la navetta Dragon 1.

## Storia
In origine la Crew Dragon avrebbe dovuto trasportare solo equipaggio, o una combinazione tra equipaggio e carico utile, ma nel 2016 SpaceX venne selezionata per una seconda fase del Commercial Resupply Services (CRS-2) per rifornire la ISS tra il 2020 e il 2024. A quel punto la SpaceX decise di pensionare la prima versione della Dragon 1 e trasformare la Dragon 2 utilizzata in precedenza per i voli di astronauti in una versione cargo.Nacque così la Cargo Dragon, una navetta in grado di trasportare sulla ISS fino a 3307 kg.
Il primo volo della Cargo Dragon è avvenuto il 2 dicembre 2020, con il decollo della missione CRS-21 dal pad 39A del Kennedy Space Center, mentre il rientro e l'ammaraggio hanno avuto luogo il 14 gennaio 2021.

## Design
La nuova Dragon Cargo può sembrare uguale alla versione Crew Dragon, ma presenta molte differenze, sia all'interno, sia all’esterno.
La prima differenza sostanziale è l'assenza del Launch Escape System (LES), utilizzato per portare in salvo l’equipaggio in caso di problemi al Falcon 9, il razzo vettore spinto da 8 motori SuperDraco, poiché non necessario. Sono stati rimossi i finestrini, situati ai lati del portellone utilizzato solamente a Terra per accedere alla capsula. Anche il trunk, la sezione cilindrica dotata di radiatori e pannelli solari, ha subito una leggera modifica: infatti essa presenta solo 2 “pinne”, al posto delle 4 della versione Crew.
Le modifiche maggiori sono state effettuate all'interno della capsula stessa. Al suo interno non sono presenti né i sedili né gli schermi touch utilizzati dagli astronauti per controllare la capsula, né il bagno. Inoltre sono stati rimossi anche il sistema di supporto vitale e alcune componenti dell’avionica e del controllo della temperatura. Apportando tali modifiche la SpaceX ha aumentato la capacità di volume di carico della Dragon del 20% rispetto al modello precedente, mentre il volume dedicato al trasporto di carichi scientifici è aumentato del 50%.
Grazie alla passerella di accesso alla Rampa di Lancio 39A, utilizzata dagli astronauti per imbarcarsi sulla Crew Dragon, vi è anche la possibilità di aggiungere carichi all’ultimo momento. Questo accesso può essere utilizzato in caso di carichi deperibili, come cibi freschi, o animali per esperimenti.
Un'altra novità della nuova capsula Cargo Dragon è la capacità di ospitare al proprio interno i materiali relativi agli esperimenti scientifici per tutta la durata del volo. Un'altra innovazione è rappresentata dal fatto che la Dragon, proprio per abilitare lo svolgimento di esperimenti direttamente al suo interno, resterà attiva mentre è agganciata alla ISS, e non in stato quiescente come il modello precedente.
L'ultima modifica sostanziale della navetta consiste nel fatto che a differenza della precedente navetta cargo che veniva agganciata alla ISS grazie al braccio robotico Canadarm 2, essa è in grado di attraccare autonomamente all'International Docking Adapter della ISS come avviene con le navetta Crew Dragon di SpaceX, in quanto dotata dell'International Docking System Standard (IDSS).

## Recupero

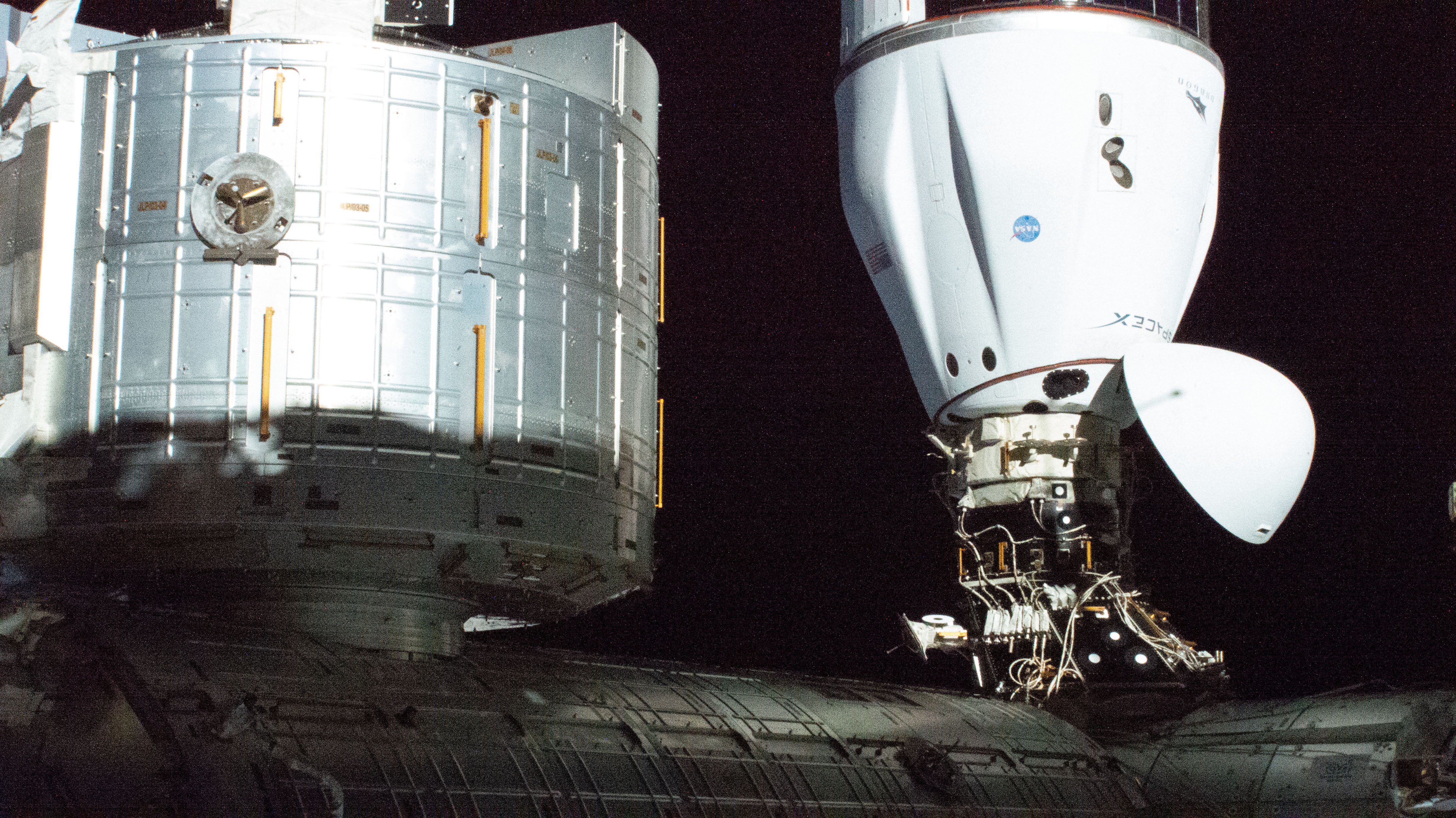
La navetta di rifornimento SpaceX Cargo Dragon è agganciata al modulo Harmony. A sinistra, è raffigurata una parte del modulo di laboratorio JAXA Kibo, l'Esperiment Logistics Module (struttura di stivaggio di Kibo).

Esattamente come avviene per la Crew Dragon, anche la Cargo Dragon non appena esegue lo Splash Down nell'oceano, viene raggiunta da piccole imbarcazioni ad avvicinamento rapido che, dopo aver condotto delle verifiche, collegano i cavi di recupero tra la nave e la capsula. Quindi la capsula viene avvicinata alla nave di supporto GO Searcher o Go Navigator, e successivamente sollevata dall'acqua tramite il telaio di sollevamento, e posta su una apposita sella, chiamata nido. Non appena la navetta viene sganciata dal telaio di sollevamento, il nido viene fatto avanzare verso il centro della nave dove il velivolo viene assicurato e successivamente iniziano le operazioni di apertura del portello. Una volta aperto il portello gli addetti della squadra di recupero prelevano i materiali degli esperimenti più importanti dalla stiva della Cargo Dragon, inviandoli in volo al Kennedy Space Center nelle mani dei ricercatori, mentre la nave farà rientro a Cape Canaveral.
La Cargo Dragon, a differenza della Dragon 1, non rientra al largo della California,  bensì al largo di Cape Canaveral.Così facendo nel giro di 4 – 9 ore la nave fa ritorno in porto, dove viene scaricato il restante carico scientifico.

### Lista delle missioni
| Missione | Stemma | Navetta  | Lanciatore      | Data di lancio   | Data di atterraggio | Esito missione |
| -------- | --- | -------- | --------------- | ---------------- | ------------------- | -------------- |
| CRS-21   | | C208.1   | F9 B5 ♺ B1058.4 | 6 dicembre 2020  | 14 gennaio 2021     | Riuscito       |
| CRS-21   | Prima missione cargo della nuova Dragon sotto il contratto CRS-2 con la NASA. Ha consegnato il Bishop Airlock Module all'ISS e 6 400 libbre (2 900 kg) di rifornimenti. |          |                 |                  |                     |                |
| CRS-22   | | C209.1   | F9 B5 ♺ B1067.1 | 3 giugno 2021    | 10 luglio 2021      | Riuscito       |
| CRS-22   | Seconda missione di rifornimento alla stazione spaziale internazionale. Ha trasportato i pannelli solari iROSA 1 e 2.                                                   |          |                 |                  |                     |                |
| CRS-23   | | C208.2 ♺ | F9 B5 ♺ B1061.4 | 29 agosto 2021   | 1 ottobre 2021      | Riuscito       |
| CRS-23   | Terza missione di rifornimento per stazione spaziale internazionale. |          |                 |                  |                     |                |
| CRS-24   | | C209.2 ♺ | F9 B5 ♺ B1069.1 | 21 dicembre 2021 | 24 gennaio 2022     | Riuscito       |
| CRS-24   | Quarta missione di rifornimento per stazione spaziale internazionale.                                                                                                   |          |                 |                  |                     |                |
| CRS-25   | | C208.3 ♺ | F9 B5 ♺ B1067.5 | 15 luglio 2022   | 20 agosto 2022      | Riuscito       |
| CRS-25   | Quinta missione di rifornimento per stazione spaziale internazionale.                                                                                                   |          |                 |                  |                     |                |
| CRS-26   | | C211.1   | F9 B5 B1076.1   | 26 novembre 2022 | 11 gennaio 2023     | Riuscito       |
| CRS-26   | Sesta missione di rifornimento per la stazione spaziale internazionale. Ha trasportato i pannelli solari iROSA 3 e 4                                                    |          |                 |                  |                     |                |
| CRS-27   | | C209.3 ♺ | F9 B5 ♺ B1073.7 | 14 marzo 2023    | 15 aprile 2023      | Riuscito       |
| CRS-27   | Settima missione di rifornimento per la stazione spaziale internazionale.                                                                                               |          |                 |                  |                     |                |
| CRS-28   | | C208.4 ♺ | F9 B5 ♺ B1077.5 | 5 giugno 2023    | 30 giugno 2023      | Riuscito       |
| CRS-28   | Ottava missione di rifornimento per la stazione spaziale internazionale. Ha trasportato i pannelli solari iROSA 5 e 6                                                   |          |                 |                  |                     |                |
| CRS-29   | | C211.2 ♺ | F9 B5 ♺ B1081.2 | 10 novembre 2023 | 22 dicembre 2023    | Riuscito       |
| CRS-29   | Nona missione di rifornimento per la stazione spaziale internazionale.                                                                                                  |          |                 |                  |                     |                |
| CRS-30   | | C209.4 ♺ | F9 B5 ♺ B1080.6 | 21 marzo 2024    | 30 aprile 2024      | Riuscito       |
| CRS-30   | Decima missione di rifornimento per la stazione spaziale internazionale.                                                                                                |          |                 |                  |                     |                |
| CRS-31   | | C208.5 ♺ | F9 B5 ♺ B1083.5 | 5 novembre 2024  | 16 dicembre 2024    | Riuscito       |
| CRS-31   | Undicesima missione di rifornimento per la stazione spaziale. Prima navetta Dragon ad effettuare un innalzamento dell'orbita della stazione spaziale internazionale.    |          |                 |                  |                     |                |
| CRS-32   | | C209.5 ♺ | F9 B5 ♺ B1092.3 | 21 aprile 2025   | 25 maggio 2025      | Riuscito       |
| CRS-32   | Dodicesima missione di rifornimento per la stazione spaziale internazionale. Prima navetta dragon ad ammarare nell'Oceano Pacifico.                                     |          |                 |                  |                     |                |
| CRS-33   | | C211.3 ♺ | N.D.            | 21 agosto 2025   |                     | Programmato    |
| CRS-33   | Tredicesima missione di rifornimento per la stazione spaziale internazionale.                                                                                           |          |                 |                  |                     |                |
| CRS-34   | | N.D.     |                 | 2026             |                     | Programmato    |
| CRS-34   | Quattordicesima missione di rifornimento per la stazione spaziale internazionale.                                                                                       |          |                 |                  |                     |                |
| CRS-35   | | N.D.     |                 | 2026             |                     | Programmato    |
| CRS-35   | Quindicesima missione di rifornimento per la stazione spaziale internazionale.                                                                                          |          |                 |                  |                     |                |

A marzo 2022, la NASA ha ordinato sei ulteriori missioni di rifornimento (dalla CRS-30 alla CRS-35) per rifornire la stazione spaziale dopo il 2026.